# Zelleria panceuthes
Zelleria panceuthes là một loài bướm đêm thuộc họ Yponomeutidae. Nó được tìm thấy ở Úc.